# DIP-switch

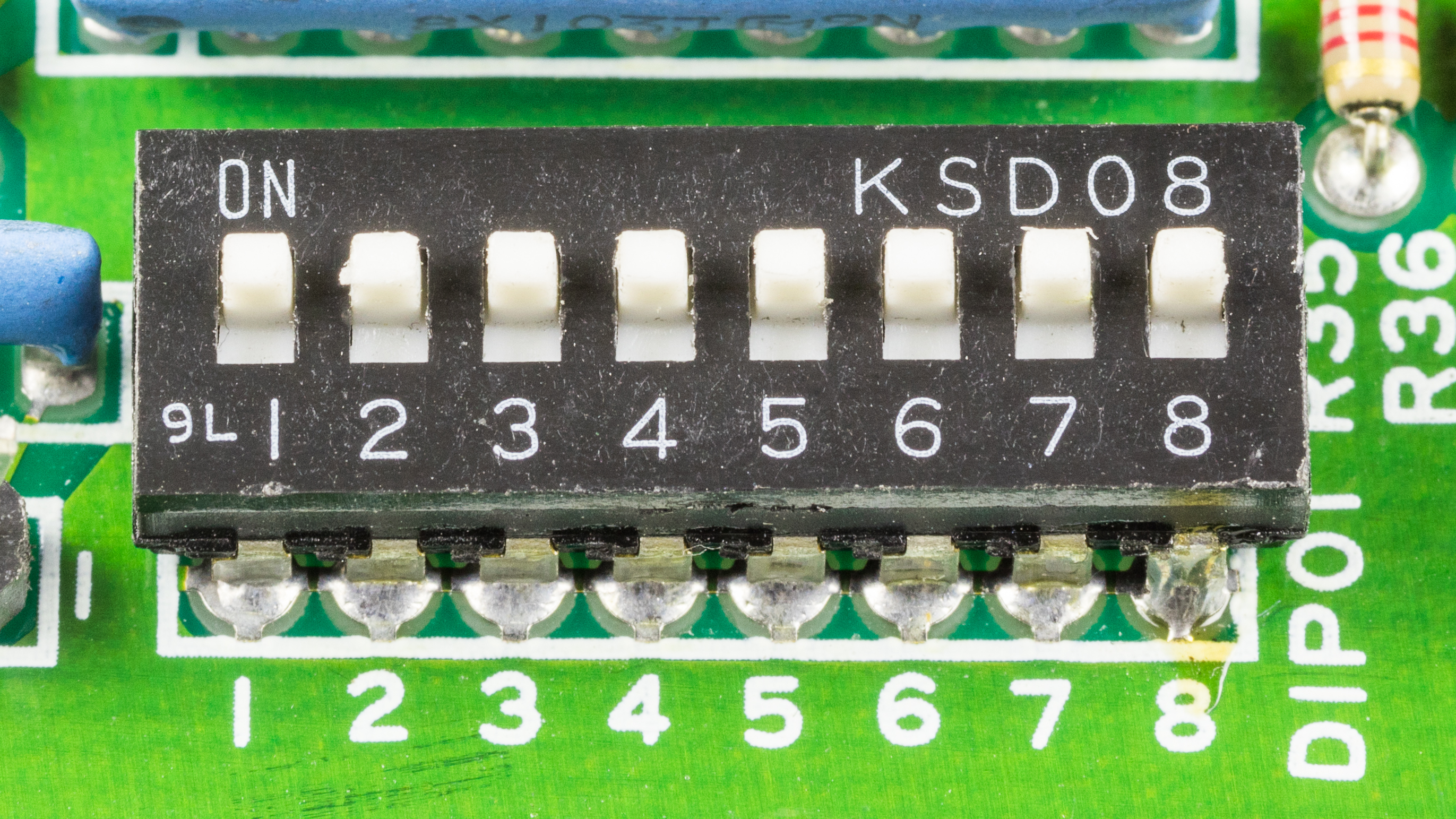
Met een DIP-switch met 8 afzonderlijke schakelaars zijn 256 (0-255) verschillende mogelijkheden in te stellen.

Een DIP-switch is een handmatige schakelaar die meestal met enkele andere gegroepeerd is in een dual in-line package (DIP). De term DIP-switch kan zowel verwijzen naar 1 switch als naar alle switches van de DIP. DIP-switches worden voornamelijk gebruikt op printplaten of elektronische apparaten om bepaalde instellingen aan te passen. DIP-switches zijn een alternatief voor jumpers. Het grote verschil is dat een jumper een soort plastic omhulsel is dat men handmatig moet steken op een bepaalde plaats op de PCB. Een DIP-switch blijft fysiek op dezelfde plaats, maar heeft twee of meer standen. Juist omdat de DIP-switch vast is gemonteerd, is de kans op verlies zo goed als nihil, terwijl jumpers nogal eens verloren gaan wanneer de gebruiker deze laat vallen.

## Types
Er zijn drie hoofdgroepen DIP-switches:
- Hendels: deze DIP-switchen zijn hendels die men in twee of meer standen kan zetten. De werking van een switch met twee standen kan men min of meer vergelijken met een standaard lichtschakelaar: aan of uit. Dergelijke switches kunnen ook als groep werken. Zo kan men met 7 "twee standen"-switches 128 verschillende combinaties maken. Met 8 van dergelijke switches kan men 256 combinaties maken, het equivalent van één byte. In het Engels noemt men deze "sliders"
- Draaiwielen: In plaats van een hendel kan de DIP-switch ook een draaiwiel zijn dat men in verschillende standen kan zetten. In het Engels noemt men deze "Rotary"Een draaiwiel-DIP Switch

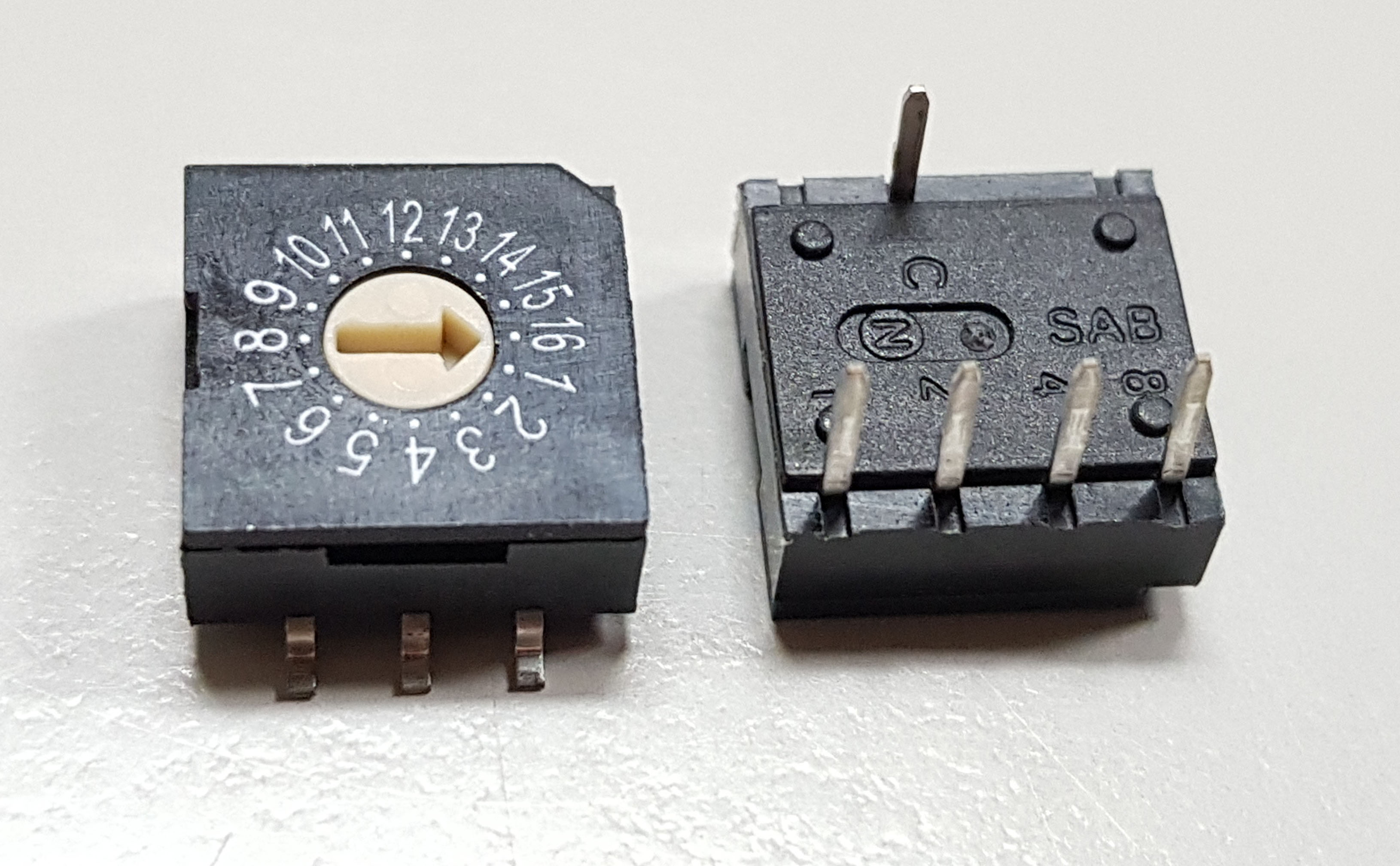
Een draaiwiel-DIP Switch

- Drukknop: deze DIP-switches zijn drukknoppen en noemt men in het Engels "Piano"

## Gebruik
DIP-switches werden voornamelijk gebruikt in de ISA-architectuur van computers om insteekkaarten in te stellen waaronder IRQ's en geheugenadressen. Bij oude printers werden DIP-switches gebruikt om instellingen zoals bijvoorbeeld het papierformaat in te stellen: A4 of US letter.
Ook werden deze switches in het verleden gebruikt om DMX (Digital MultipleXed) RGB lampen mee aan te sturen met een DMX Controller.
Een andere toepassing is om de instellingen van arcadespellen te wijzigen. De eigenaar kan met behulp van dergelijke switches onder meer de kostprijs, het aantal levens en de moeilijkheidsgraad instellen, en bepalen wanneer de speler een gratis spel krijgt.